# Monitor de computadora

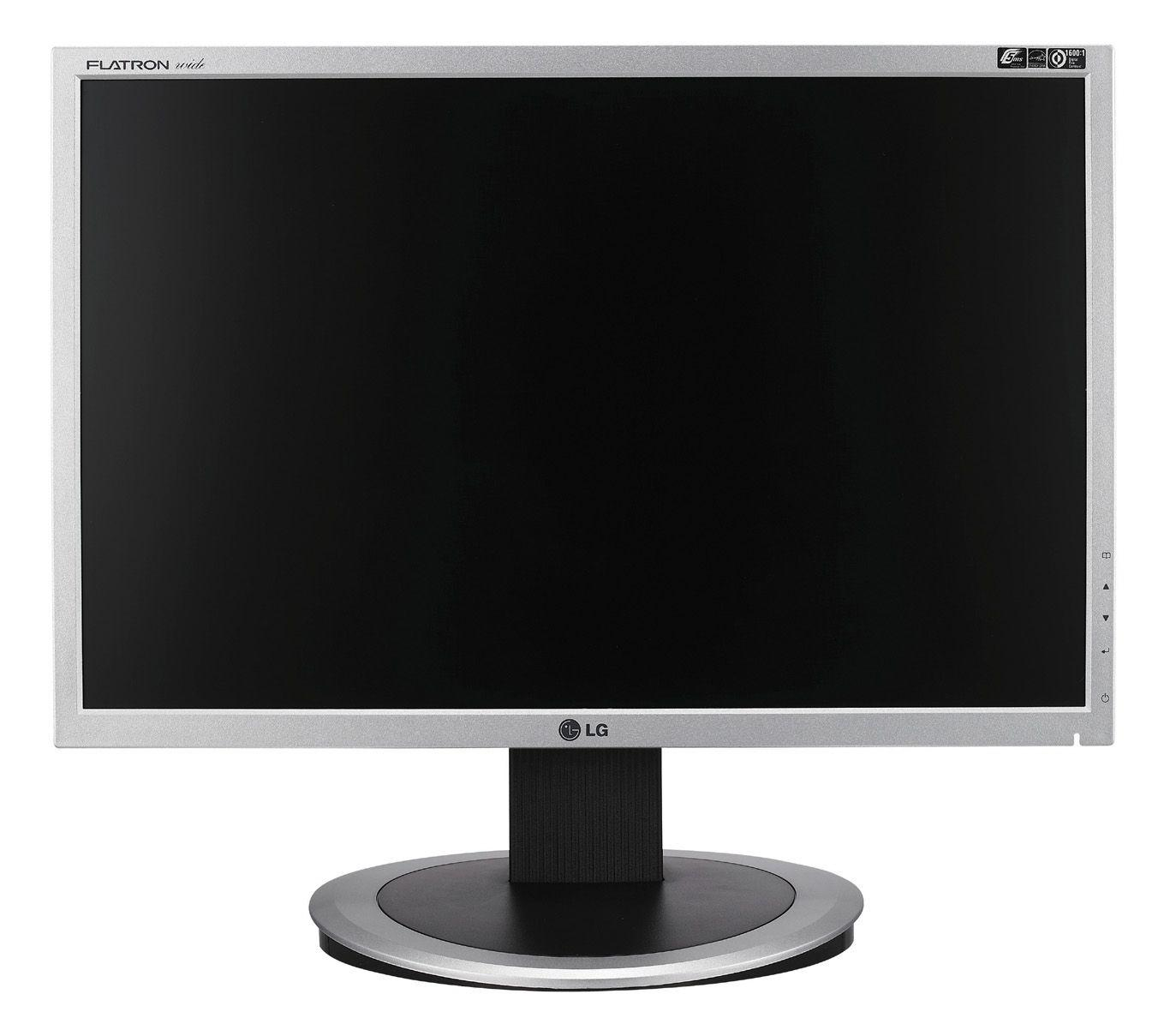
Monitor LCD.

En informática, un monitor, también llamado pantalla, monitor de ordenador, monitor de computadora, pantalla de ordenador o pantalla de portátil, es el principal dispositivo de salida (interfaz), que muestra datos o información a todos los usuarios.
También puede considerarse un periférico de entrada/salida si el monitor contiene pantalla táctil o multitáctil.

## Historia
Las primeras computadoras se comunicaban con el operador mediante unas pequeñas luces, que se encendían o se apagaban al acceder a determinadas posiciones de memoria o ejecutar ciertas instrucciones.
Años más tarde aparecieron ordenadores que funcionaban con tarjeta perforada, que permitían introducir programas en el computador.
Durante los años 1950, la forma más común de interactuar con un computador era mediante un teletipo, que se conectaba directamente a este e imprimía todos los datos de una sesión informática. Fue la forma más barata de visualizar los resultados hasta la década de los 70, cuando empezaron a aparecer los primeros monitores de CRT (tubo de rayos catódicos). Seguían el estándar MDA (Monochrome Display Adapter), y eran monitores monocromáticos (de un solo color) de IBM.
Estaban expresamente diseñados para modo texto y soportaban subrayado, negrita, cursiva, normal e invisibilidad para textos.
Poco después y en el mismo año salieron los monitores CGA (Color Graphics Adapter –gráficos adaptados a color–) fueron comercializados en 1981 al desarrollarse la primera tarjeta gráfica a partir del estándar CGA de IBM. Al comercializarse a la vez que los MDA los usuarios de PC optaban por comprar el monitor monocromático por su costo.
Tres años más tarde surgió el monitor EGA (Enhanced Graphics Adapter - adaptador de gráficos mejorados) estándar desarrollado por IBM para la visualización de gráficos, este monitor aportaba más colores (16) y una mayor resolución.
En 1987 surgió el estándar VGA (Video Graphics Array - Matriz gráfica de video) fue un estándar muy acogido y dos años más tarde se mejoró y rediseñó para solucionar ciertos problemas que surgieron, desarrollando así SVGA (Super VGA), que también aumentaba colores y resoluciones, para este nuevo estándar se desarrollaron tarjetas gráficas de fabricantes hasta el día de hoy conocidos como S3 Graphics, NVIDIA o ATI entre otros.
Con este último estándar surgieron los monitores CRT que hasta no hace mucho seguían estando en la mayoría de hogares donde había un ordenador.

## Parámetros de una pantalla

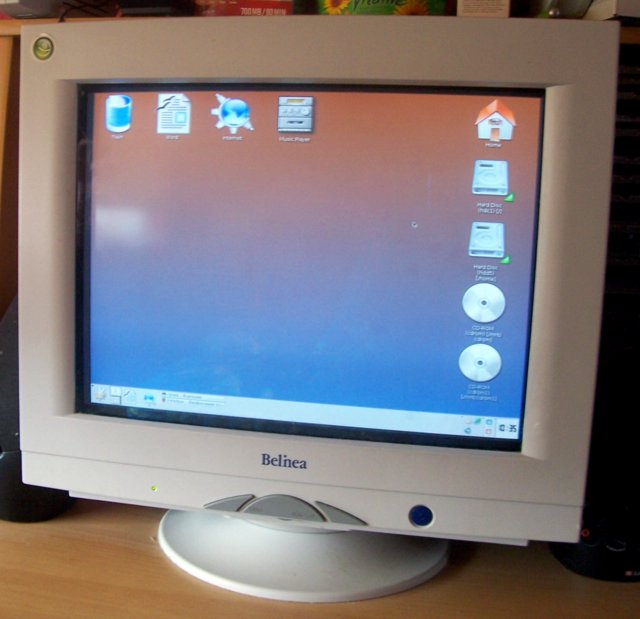
Belinea-monitor19crt

- Píxel: unidad mínima representable en un monitor. Los monitores pueden presentar píxeles muertos o atascados. Se notan porque aparecen en blanco. Más común en portátiles.
- Tamaño de punto o (dot pitch): el tamaño de punto es el espacio entre dos fósforos coloreados de un píxel. Es un parámetro que mide la nitidez de la imagen, midiendo la distancia entre dos puntos del mismo color; resulta fundamental a grandes resoluciones. Los tamaños de punto más pequeños producen imágenes más uniformes. Un monitor de 14 pulgadas suele tener un tamaño de punto de 0,28 mm o menos. En ocasiones es diferente en vertical que en horizontal, o se trata de un valor medio, dependiendo de la disposición particular de los puntos de color en la pantalla, así como del tipo de rejilla empleada para dirigir los haces de electrones. En LCD y en CRT de apertura de rejilla, es la distancia en horizontal, mientras que en los CRT de máscara de sombra, se mide casi en diagonal. Lo mínimo exigible en este momento es que sea de 0,28mm. Para CAD o en general para diseño, lo ideal sería de 0,25 mm o menor. 0,21 en máscara de sombra es el equivalente a 0,24 en apertura de rejilla.
- Tamaño del monitor o pantalla: habitualmente denominadas por la medida en pulgadas de la diagonal del monitor (1 pulgada = 2,54 cm) también se miden por la diagonal en centímetros y, dadas la variedad de proporciones, más exactamente por el ancho y largo en centímetros.
- Área útil: el tamaño de la pantalla no coincide con el área real que se utiliza para representar los datos.
- Ángulo de visión: es el máximo ángulo con el que puede verse el monitor sin que se degrade demasiado la imagen. Se mide en grados.
- Luminancia: es la medida de luminosidad, medida en candelas.
- Tiempo de respuesta: también conocido como latencia. Es el tiempo que le cuesta a un píxel pasar de activo (blanco) a inactivo (negro) y después a activo de nuevo.
- Contraste: es la proporción de brillo entre un píxel negro a un píxel blanco que el monitor es capaz de reproducir. Algo así como cuantos tonos de brillo tiene el monitor.
- Coeficiente de contraste de imagen: se refiere a lo vivo que resultan los colores por la proporción de brillo empleada. A mayor coeficiente, mayor es la intensidad de los colores (30000:1 mostraría un colorido menos vivo que 50000:1).
- Consumo: cantidad de energía consumida por el monitor, se mide en Vatios.
- Ancho de banda: frecuencia máxima que es capaz de soportar el monitor.
- Hz o frecuencia de refresco vertical: son 2 valores entre los cuales el monitor es capaz de mostrar imágenes estables en la pantalla.
- Hz o frecuencia de refresco horizontal : similar al anterior pero en sentido horizontal, para dibujar cada una de las líneas de la pantalla.
- Blindaje: un monitor puede o no estar blindando ante interferencias eléctricas externas y ser más o menos sensible a ellas, por lo que en caso de estar blindando, o semi-blindado por la parte trasera llevara cubriendo prácticamente la totalidad del tubo una plancha metálica en contacto con tierra o masa.
- Tipo de monitor: en los CRT pueden existir 2 tipos, de apertura de rejilla o de máscara de sombra.
- Líneas de tensión: son unas líneas horizontales, que tienen los monitores de apertura de rejilla para mantener las líneas que permiten mostrar los colores perfectamente alineadas; en 19 pulgadas lo habitual suelen ser 2, aunque también los hay con 3 líneas, algunos monitores pequeños incluso tienen una sola.

### Tamaño de la pantalla y proporción

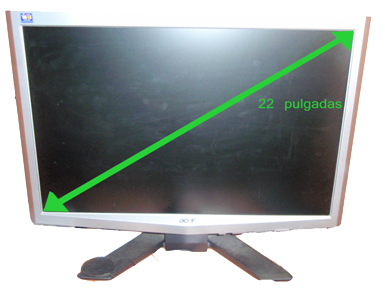
Medida de tamaño de la pantalla para TFT.

En informática, un monitor, también llamado pantalla, monitor de ordenador y monitor de computadora, es el principal dispositivo de salida (interfaz), que muestra datos o información a todos los usuarios.El tamaño de la pantalla es la distancia en diagonal de un vértice de la pantalla al opuesto, que puede ser distinto del área visible cuando hablamos de CRT , mientras que la proporción o relación de aspecto es una medida de proporción entre el ancho y el alto de la pantalla, así por ejemplo una proporción de 4:3 ( Cuatro tercios ) significa que por cada 4 píxeles de ancho tenemos 3 de alto, una resolución de 800x600 tiene una relación de aspecto 4:3, sin embargo estamos hablando de la proporción del monitor.
Estas dos medidas describen el tamaño de lo que se muestra por la pantalla, históricamente hasta no hace mucho tiempo y al igual que las televisiones los monitores de ordenador tenían un proporción de 4:3. Posteriormente se desarrollaron estándares para pantallas de aspecto panorámico 16:9 (a veces también de 16:10 o 15:9) que hasta entonces solo veíamos en el cine.

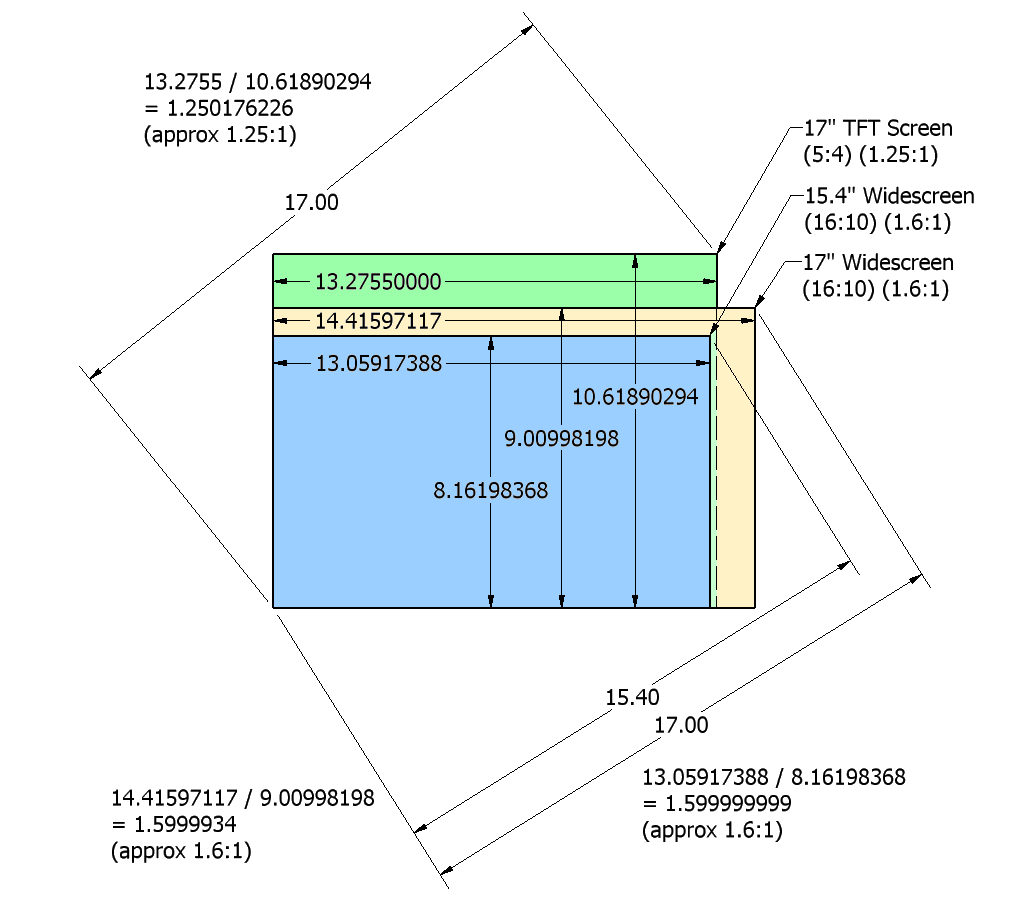
El área, la altura y la anchura de las pantallas con idénticas medidas diagonales varían en función de la relación de aspecto.

#### Medidas del tamaño de la pantalla
Las medidas de tamaño de pantalla son diferentes cuando se habla de monitores CRT y monitores LCD.
- Para monitores CRT la medida en pulgadas de la pantalla toma como referencia los extremos del monitor teniendo en cuenta el borde, mientras que el área visible es más pequeña.
- Para monitores LCD la medida de tamaño de pantalla se hace de punta a punta de la pantalla sin contar los bordes.

Los tamaños comunes de pantalla suelen ser de 15, 17, 19, 21 pulgadas aunque los hay superiores e inferiores. La correspondencia entre las pulgadas de CRT y LCD en cuanto a zona visible se refiere, suele ser de una escala inferior para los CRT, es decir una pantalla LCD de 17 pulgadas equivale en zona visible a una pantalla de 19 pulgadas del monitor CRT (aproximadamente).

### Resolución máxima

Comparación de resoluciones de vídeo.

Es el número máximo de píxeles que pueden ser mostrados en cada dimensión, es representada en filas por columnas. Está relacionada con el tamaño de la pantalla y la proporción.
Los monitores LCD solo tienen una resolución nativa posible, por lo que si se hacen trabajar a una resolución distinta, se escalará a la resolución nativa, lo que suele producir artefactos en la imagen.
Las resoluciones más usadas son:
| Estándar | Nombre                            | Ancho     | Escala      | Píxeles | % de usuarios de Steam |
| -------- | --------------------------------- | --------- | ----------- | ------- | ---------------------- |
| Full HD  | HDTV                              | 1920×1080 | 16:9        | 2 M     | 66,50%                 |
| QHD      | Wide Quad HD                      | 2560×1440 | 16:9        | 3'6 M   | 8,71%                  |
| WXGA     | Wide eXtended Graphics Array      | 1366×768  | aprox. 16:9 | 1049 K  | 7,34%                  |
| WXGA+    | Wide eXtended Graphics Array Plus | 1440×900  | 16:10       | 1'2 M   | 2,52%                  |
| 4K UHDV  | Ultra High Definition Video       | 3840×2160 | 16:9        | 8'3 M   | 2,39%                  |
| HD+      | HD Plus                           | 1600×900  | 16:9        | 1' M    | 1,91%                  |

### Colores

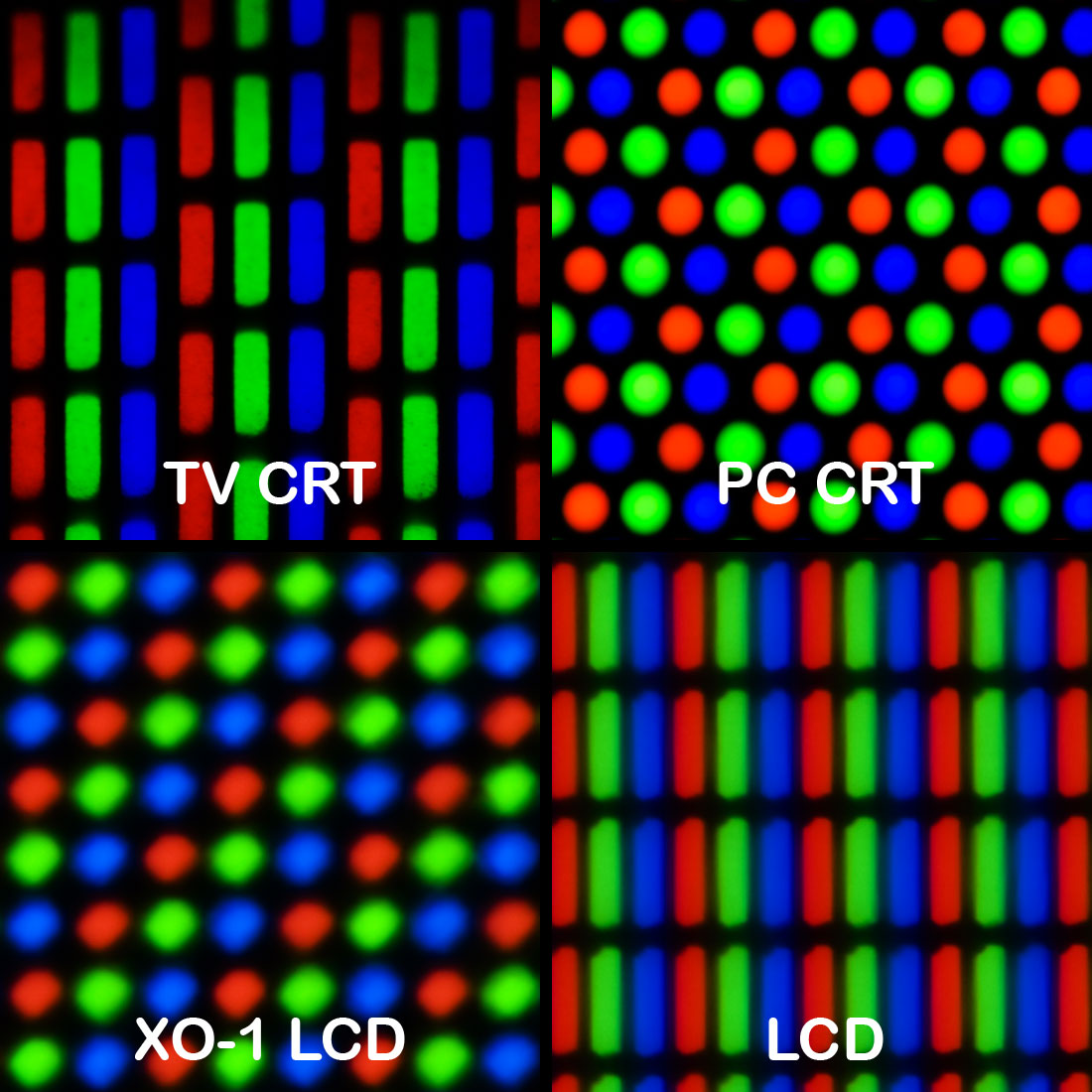
Geometría de los píxeles.

Cada pixel de la pantalla tiene interiormente 3 subpíxeles, uno rojo, uno verde y otro azul; dependiendo del brillo de cada uno de los subpíxeles, el píxel adquiere un color u otro de forma semejante a la composición de colores RGB.
La manera de organizar los subpíxeles de un monitor varía entre los dispositivos. Se suelen organizar en líneas verticales, aunque algunos CRT los organizan en puntos formando triángulos. Para mejorar la sensación de movimiento, es mejor organizarlos en diagonal o en triángulos.
El conocimiento del tipo de organización de píxeles puede ser utilizado para mejorar la visualización de imágenes de mapas de bit usando renderizado de subpíxeles.
La mayor parte de los monitores tienen una profundidad 8 bits por color (24 bits en total), es decir, pueden representar aproximadamente 16,8 millones de colores distintos.

#### Gama de color
Cada monitor RGB tiene su propia gama de color (en inglés gamut), delimitada en cromaticidad por un triángulo de color. Algunos de estos triángulos son más pequeños que el triángulo sRGB, otros son más grandes. Los colores se codifican normalmente con 8 bits por color primario. El valor RGB [255, 0, 0] representa el rojo, pero los colores son ligeramente diferentes en los distintos espacios de color como el espacio de color Adobe RGB o el sRGB. La visualización de datos codificados en sRGB en dispositivos de gama ancha puede dar un resultado poco realista. La gama es una propiedad del monitor; el espacio de color de la imagen puede transmitirse como metadatos Exif en la imagen. Mientras la gama del monitor sea más amplia que la del espacio de color, es posible una visualización correcta, si el monitor está calibrado. Una imagen que utiliza colores que están fuera del espacio de color sRGB se mostrará en un monitor con espacio de color sRGB con limitaciones. Todavía hoy, muchos monitores que pueden mostrar el espacio de color sRGB no vienen ajustados de fábrica para mostrarlo correctamente. La gestión del color es necesaria tanto en la publicación electrónica (a través de Internet para su visualización en navegadores) como en la autoedición dirigida a la impresión.

## Tipos de monitores
En términos de hardware, un monitor es un periférico que muestra la información de forma gráfica de una computadora. Los monitores se conectan al ordenador a través de una tarjeta gráfica (o adaptador o tarjeta de video).
- Un monitor puede clasificarse, según la tecnología empleada para formar las imágenes en: 
  - Tubo de rayos catódicos o CRT (Cathode Ray Tube)
  - Pantalla de cristal líquido o LCD (Liquid Crystal Display)
  - Pantalla de plasma o PDP (Plasma Display Panel)
  - TFT LCD (Thin Film Transistor: transistor de películas finas)
  - Pantalla LED (Light Emitting Diode: diodo emisor de luz)
    - OLED (Organic Light-Emitting Diode: diodo orgánico de emisión de luz)
    - AMOLED (Active Matrix OLED: OLED de matriz activa)
    - Super AMOLED (Super Active Matrix Organic Light-Emitting Diode: Súper AMOLED)

- En tanto, según el estándar (?), un monitor puede clasificarse en: Monitor numérico, MDA, CGA, EGA, analógico, VGA, SVGA, entre otros.

- En cuanto a los colores que usan los monitores pueden ser:
  - Monitor monocromático
  - Monitor policromático.

- En cuanto a si es solamente un Periférico de salida (S) o Periférico de entrada/salida (E/S):
  - Monitor no táctil: S
  - Pantalla táctil (touch screen): E/S
  - Multitáctil (multitouch): E/S

- Y, por último, se pueden clasificar en función de la forma de la pantalla:
  - Pantalla plana: La pantalla no presenta curvas
  - Pantalla curva: La pantalla está ligeramente curvada para dar una sensación de inmersión más grande

## Ventajas e inconvenientes

### Monitores LCD
- Ventajas:
  - El grosor es inferior por lo que pueden utilizarse en portátiles.
  - Cada punto se encarga de dejar o no pasar la luz.
  - La geometría es siempre perfecta, lo determina el tamaño del píxel

- Desventajas:
  - Solamente pueden reproducir fielmente la resolución nativa, con el resto, se ve un borde negro, o se ve difuminado por no poder reproducir medios píxeles.
  - Por sí solas no producen luz, necesitan una fuente externa.
  - Si no se mira dentro del cono de visibilidad adecuado, desvirtúan los colores.
  - El ADC y el CDA de un monitor LCD para reproducir colores limita la cantidad de colores representable.
    - El ADC (Convertidor Analógico a Digital) en la entrada de vídeo analógica (cantidad de colores a representar).
    - El CDA (Convertidor Digital a Analógico) dentro de cada píxel (cantidad de posibles colores representables).
    - En los CRT es la tarjeta gráfica la encargada de realizar esto, el monitor no influye en la cantidad de colores representables, salvo en los primeros modelos de monitores que tenían entradas digitales TTL en lugar de entradas analógicas.

### Monitores CRT
- Ventajas:
  - Distintas resoluciones se pueden ajustar al monitor.
  - En los monitores de apertura de rejilla no hay moiré vertical.
  - Permiten reproducir una mayor variedad cromática
- Desventajas:
  - Ocupan más espacio (cuanto más fondo, mejor geometría).
  - Los modelos antiguos tienen la pantalla curva.
  - Los campos eléctricos afectan al monitor (la imagen vibra).
  - Para disfrutar de una buena imagen necesitan ajustes por parte del usuario.
  - En los monitores de apertura de rejilla se pueden apreciar (bajo fondo blanco) varias líneas de tensión muy finas que cruzan la pantalla horizontalmente.

### Datos técnicos, comparativos entre sí
- En los CRT, la frecuencia de refresco es la que tiene la tarjeta gráfica, en los LCD no siempre es la que se le manda
- Los CRT pueden tener modo progresivo y entrelazado, los LCD tienen otro método de representación.
- En los CRT se pierde aproximadamente 1 pulgada del tamaño, que se utiliza para la sujeción del tubo, en los LCD es prácticamente lo que ocupa el LCD por sí mismo.
- El peso de un LCD se ve incrementado por la peana para darle estabilidad, pero el monitor en sí no pesa prácticamente nada.
- Los LCD suelen necesitar de un transformador externo al monitor, en los CRT toda la electrónica va dentro del monitor.
- En los LCD el consumo es menor, y la tensión de utilización por parte de la electrónica también.
- En los CRT pueden aparecer problemas de «quemado» del fósforo de la pantalla, esto ocurre al dejar una imagen fija durante mucho tiempo, como la palabra "insert coin" en las recreativas, en los LCD los problemas pueden ser de píxeles muertos (siempre encendido o, siempre apagado), aparte de otros daños.
- El parpadeo de ambos tipos de pantallas es debido a la baja frecuencia de refresco, unido a la persistencia del brillo del fósforo, y a la memoria de cada píxel en un CRT y LCD respectivamente, que mitigan este defecto.
- Como bien es comprobado por multitud de estudios, la luz azul de las pantallas pueden dañar nuestra vista. Sin embargo, tomando una distancia de unos 50 cm con el monitor y mirando a otro sitio de vez en cuando podemos mitigar por completo estos efectos.
  - Con alta velocidad de refresco y un tiempo grande de persistencia del fósforo, no hay parpadeo, pero si la persistencia del fósforo es baja y el refresco es bajo, se produce este problema. Sin embargo esto puede causar un efecto de desvanecimiento o visión borrosa, al permanecer todavía encendido un punto, en el siguiente refresco de la pantalla.